# ヨーゼフ・スラヴィーク
ヨーゼフ・スラヴィーク（Josef Slavík 1806年3月26日 - 1833年5月30日）は、チェコのヴァイオリニスト、作曲家。生前は「ボヘミアのパガニーニ」と称えられた。

## 生涯

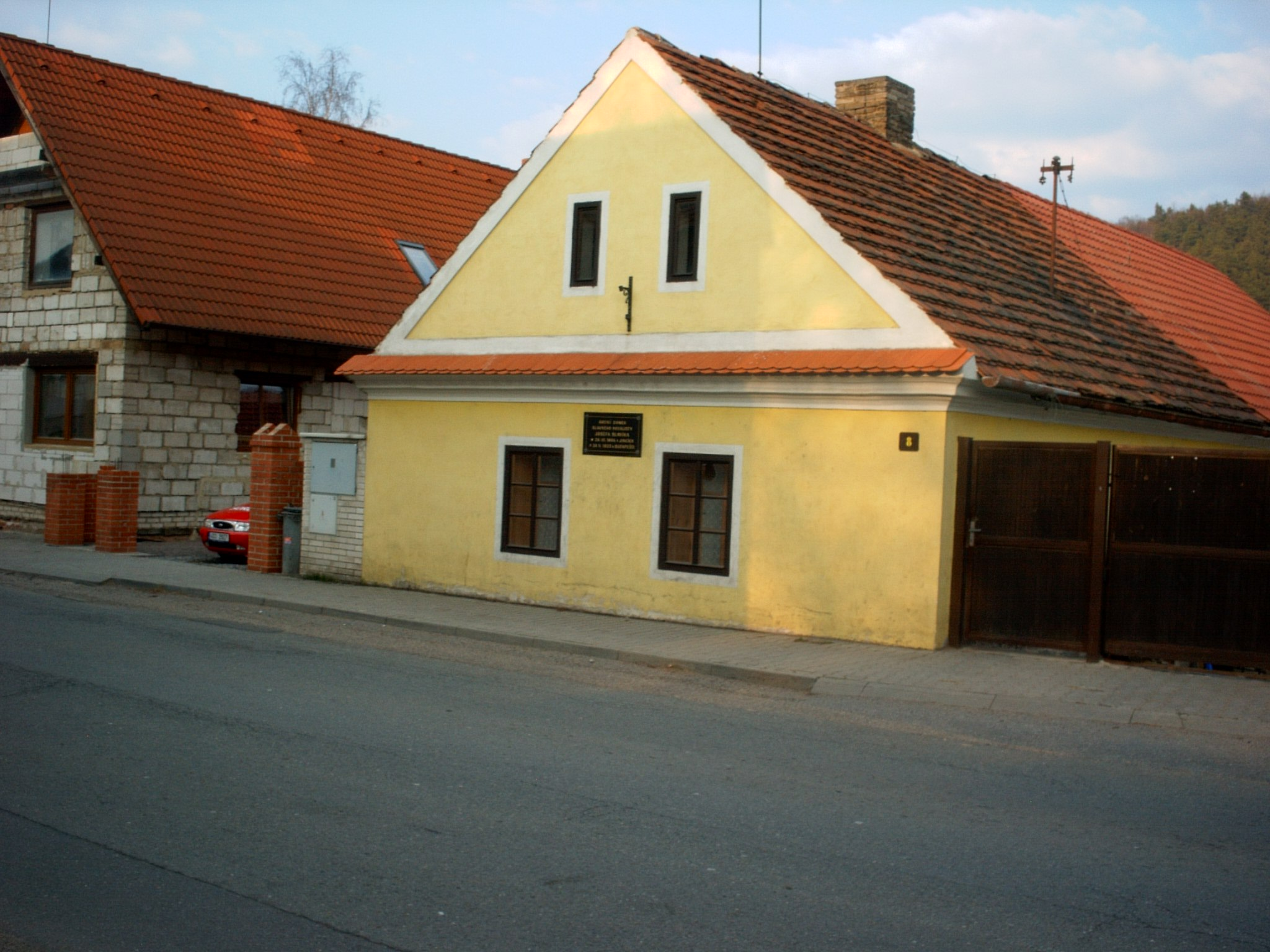
インツェにあるスラヴィークの生家

スラヴィークはインツェに生まれた。父は教育者のアントニン・スラヴィークであり、早くから音楽教育を受けた。1816年にインツェを治めていたオイゲン・フォン・ヴュルベン伯爵に才能を認められた幼いスラヴィークは、同年11月1日に10歳でプラハ音楽院への入学を許可された。その後14歳で最初の作品を作曲し始めている。在学期間を1年延長して1823年まで学んだ後、17歳でヴァイオリニストとしてプラハのスタヴォフスケー劇場管弦楽団に入団した。オーケストラの団員としての仕事に満足できなかったスラヴィークは、父が1816年から教鞭を執っていたホジョヴィツェへと戻り、慈善学校で働くようになる。
1825年、プラハのレドウテンザール（Redoutensaal）で行われた演奏会においてスラヴィーク作曲のヴァイオリン協奏曲 嬰ヘ短調が初演され、成功を収めた。それ以降ウィーン、プラハ、テプリツェ、カルロヴィ・ヴァリで演奏会を催す。テプリツェでの公演にはプロイセン国王フリードリヒ・ヴィルヘルム3世が彼の演奏を聴きに訪れている。ニコロ・パガニーニの作品を学んだスラヴィークは、それを自らの変奏曲に用いた。
1826年にウィーン楽友協会での演奏会を成功させたスラヴィークは、評論家からハインリヒ・ヴィルヘルム・エルンスト以前のパガニーニの後継者であると称賛された。室内ヴィルトゥオーゾの称号を得たスラヴィークはヨーロッパを巡る演奏旅行に出発する。1828年にはほぼ1年をパリで過ごし、フランスのヴァイオリニストには奸計をめぐらす者もあったものの人気を勝ち得ることが出来た。ウィーンに戻ると宮廷教会のソリストに就任、この時期にショパンと知り合いになっている。1830年にボヘミアへと帰ったスラヴィークはテプリツェ、ホルショヴィッツ、プラハで演奏会を開いた。
1833年、スラヴィークはインフルエンザの発症を押してハンガリーへと演奏旅行に出かけた。ペシュトの音楽出版社であるカール・ミュラーで四重奏を演奏中に高熱に倒れ、そのままわずか27年の生涯を終えた。6月1日、同地にあるレオポルト墓地に埋葬された。その後、ブダペストの別の墓所に埋葬しなおされてそのままとなっていたが、没後100周年であった1933年にヴィシェフラドへ移送されている。

## 主要作品
- 変奏曲 ホ長調 1820年
- 協奏曲 嬰ヘ短調 1823年
- カプリッチョ ニ長調 1824年
- 大ポプリ 1825年
- ヴァイオリンとピアノのためのロンディーノ 1826年
- 協奏曲 イ短調 1827年
- ピアノのためのポロネーズ ニ長調 1828年
- ヴァイオリンのためのG線上の変奏曲 - Il Pirata 1832年